# Boondaal
Boondaal (Frans: Boondael) is een wijk in het Brussels Hoofdstedelijk Gewest, grotendeels gelegen in de gemeente Elsene, maar met stukjes in Brussel-stad en Watermaal. Boondaal komt overeen met de buurt tussen het Ter Kamerenbos, de Johannalaan, de Armand Huysmanslaan zuidwaarts tot de Pierre Curielaan, en het stuk Spoorlijn 26 tussen het Station Boondaal en de kruising met spoorlijn 161. Het noorden van dit gebied wordt ook wel de Solbos genoemd, hoewel dat nu verdwenen bos groter was en reikte tot aan de Waversesteenweg.

## Geschiedenis
Boondaal was vroeger een landelijk gehuchtje en heerlijkheid. Een oude vermelding van de plaats dateert uit 1234, als "Bondale". Het landgoed lag in het hertogelijk domein en de parochie Ukkel. In de 15de eeuw richtte Willem van Hulstbosch hier een kapel op. In de 15de en 16de eeuw kende het gehucht een bloeiperiode, onder meer dankzij een belangrijke bierindustrie De kapel werd door religieuze onlusten een paar keer vernield, maar werd telkens heropgebouwd. De bierindustrie verplaatste zich uiteindelijk naar Elsene, dat belangrijker werd dan Boondaal. Op de Ferrariskaart uit de jaren 1770 is de plaats aangeduid als het gehuchtje Boondael tussen het Zoniënwoud en het gehucht Langeveld in het westen en Watermaal in het oosten.
Toen op het eind van het ancien régime onder Frans bewind in 1795 de gemeenten werden gecreëerd, werd Boondaal samen met het gehucht Neder-Elsene en met Opper-Elsene dichter bij de stad Brussel ondergebracht in de gemeente Elsene. In 1842 werd de kapel van Boondaal in haar huidige vorm herbouwd. Het gehucht bleef tijdens de 19de eeuw nog landelijk, terwijl vanuit het noordwesten de Brusselse verstedelijking en verfransing zich voortzetten in Elsene. Na de Eerste Wereldoorlog bereikte de verstedelijking ook Boondaal. In 1940 werd een nieuwe Sint-Adrianuskerk gebouwd.

## Bezienswaardigheden
- de Kapel van Boondaal
- tegen de achterkant van de Kapel van Boondaal staat een oude linde, die in 1936 werd beschermd. Het naastliggende plein heet Oude-Lindesquare.
- de Sint-Adrianuskerk uit 1940
- de Herberg van Boondaal (Auberge de Boondael), een voormalige herberg-hoeve, die teruggaat tot de 18e eeuw. Erbij staat de voormalige melkerij, die samen met de hoeve beschermd is.

## Verkeer en vervoer
Langs spoorlijn 26 staat het station Boondaal. Ten westen van Boondaal loopt op het grondgebied van Brussel de Franklin Rooseveltlaan, deel van de zuidelijke uitvalsweg uit Brussel N24.
Berkendaal · Boondaal · Matonge · Flagey · Neder-Elsene · Opper-Elsene · Solbos · Tenbos